# Franz Anton Menge
Franz Anton Menge (15 febbraio 1808 – Danzica, 27 gennaio 1880) è stato un entomologo tedesco.